# ベニヒ
ベニヒ（紅檜、学名: Chamaecyparis formosensis）は、裸子植物マツ綱のヒノキ科ヒノキ属に分類される常緑針葉樹の1種である。サワラに近縁であり、タイワンサワラ、タイワンベニヒノキともよばれる。高木であり、大きなものは樹高65メートル、幹の直径6.5メートルになる。小枝は平面状に分枝し、十字対生する鱗片状の葉によって扁平に覆われる。球果は楕円形。台湾の山地に分布する。材は建築などに利用されたが、1990年以降は台湾の国有天然林での伐採は禁止されている。

## 特徴
常緑高木になる針葉樹であり、大きなものは高さ65メートル (m)、幹直径 6.5 m になる（図1, 2）。樹皮は赤褐色（下図2a）。小枝は水平に分枝し、鱗片状の葉によって扁平に覆われる（下図3）。
葉は鱗片状、三角形、先端がやや鋭頭、長さ1–3ミリメートル (mm)、十字対生して枝を覆う（下図3）。側葉先端は内側に湾曲する。表（向軸面）は緑色、裏（背軸面）は白色を帯び、気孔帯はX字形またはW字形。向軸側の葉に腺点がある。葉を揉むと腐敗した海藻の匂いがする。

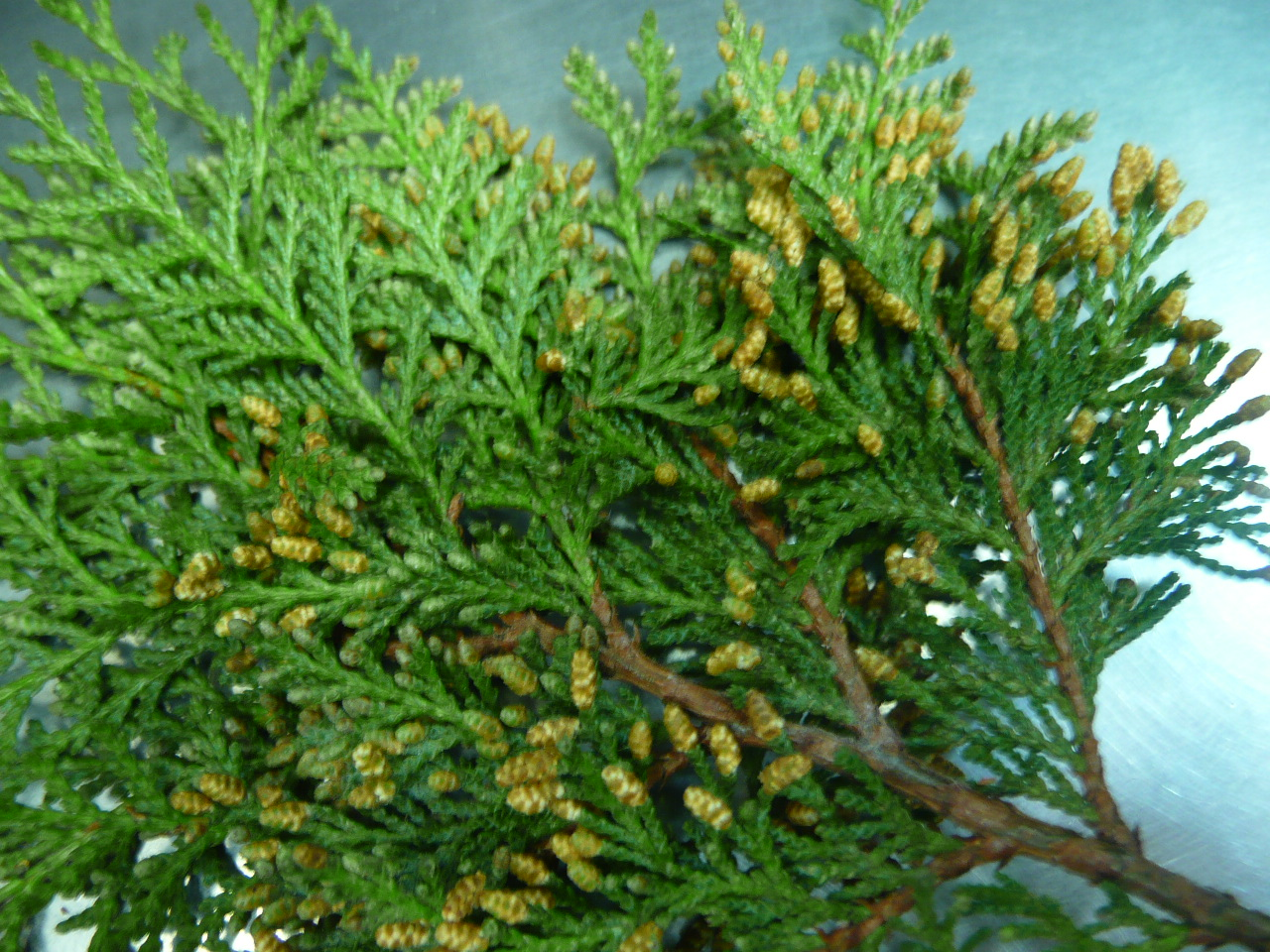
3. 雄球花をつけた枝葉

球果は楕円形、長さ 7-12 mm、直径 6-9 mm、4–7対の果鱗からなる。果鱗先端は褐色でシワがあり、扁平またはわずかに隆起する。各果鱗には2個の種子が付随し、種子は赤褐色、扁平で卵形、直径 1.5–2.5 mm。染色体数は 2n = 22。
材の精油成分としては、α-オイデスモール、β-グアイエン、β-カジネン、γ-costal、α-ムウロレン、4α-hydroxy-4β-methyldihydrocostolが報告されている。葉の精油成分としては、α-ピネンが多く、ほかにδ-2-カレン、β-ミルセン、γ-ムウロレン、β-ピネンなどを含む。

## 分布・生態
台湾北部から中部の山地帯（冷温帯）、標高 1,700–2,900 m に分布し、純林を形成、またはタイワンヒノキ、ショウナンボク、ランダイスギ、タイワンスギ（ヒノキ科）などと混生する（下図4）。ふつう火成岩や頁岩に由来するやや酸性の土壌に生育する。気候は湿潤で年間を通じて降水量が多く、冷涼で雪が降ることもある。成長は遅い。タイワンヒノキに比べて耐陰性が高い。

## 特筆される個体
ベニヒは極めて大きくなることがあり、大きな個体として下表のものがある。また長命であり、高齢のものは樹齢3,000年を越えるともされるが、確実な報告はない。
| 個体名                          | 高さ (m) | 胸高直径 (m) | 場所             |
| ------------------------------- | -------- | ------------ | ---------------- |
| 香林神木（図5a）                | 55       | 6.56         | 嘉義県阿里山郷   |
| 鹿林神木（図5b）                | 30       | 6.53         | 南投県信義郷     |
| Yu huo Feng huang               | 42       | 6.11         | 桃園市復興区     |
| Mian yue (sleeping moon)        | 48       | 5.67         | 嘉義県・南投県境 |
| Guan Wu number 2 (Fog observer) | 34       | 5.32         | 新竹市建市郷     |

## 人間との関わり
材は建築、建具、浴槽などに用いられた（下図6a, b）。心材は赤褐色から紅黄色、辺材は狭く黄灰色。ヒノキよりも軽軟で気乾比重は0.37、木目は通直で肌目は緻密、材質は安定し狂いは少なく、加工性が良い。精油が多いため耐水性に優れ、独特の芳香をもつ。沖縄の首里城再建では、木彫刻材の一部にベニヒを用いることが検討されている。ただし、台湾では1990年以降、国有天然林の伐採は禁止されている。
ベニヒは日本統治時代から多く利用されるようになり、嘉義県阿里山にはベニヒやタイワンヒノキの巨木が多く存在していたため、これを運搬するために阿里山森林鉄路が敷設された（上図6c）。ただし、枝が多く処理が容易でない、樹幹に小孔が多く心材が不朽して空洞化しやすい、材の耐久性がタイワンヒノキに劣るなどの理由からタイワンヒノキに比べて伐採を免れ、上記のように大木が比較的残っている。阿里山国家風景区などに残っているベニヒの大木は、観光対象となっている（上図1, 5）。